# Arvid Harnack
Arvid Harnack (Darmstadt, 24 mei 1901 - Berlijn, 22 december 1942) was een Duits jurist en econoom. Tijdens het Nazi-regime was hij met zijn vrouw Mildred Harnack lid van het Duitse verzet. Hij voorzag zowel de Amerikaanse ambassade als de Sovjet inlichtingendiensten van informatie.
Vanaf 1939 werkte Harnack samen met de illegale groep rond luitenant Harro Schulze-Boysen. Hun verzetsgroep maakte deel uit van het netwerk dat door de Duitsers Die Rote Kapelle werd genoemd. In juni 1942 werd hij gearresteerd en enkele maanden later ter dood veroordeeld en terechtgesteld.

## Biografie
Arvid Harnack was de zoon van de hoogleraar geschiedenis en letteren Otto Harnack en de schilderes Clara Harnack.
Van 1919 tot 1923 studeerde hij rechten aan de universiteiten van Jena, Graz en Hamburg. In 1924 behaalde hij de titel doctor in de rechtsgeleerdheid (Dr Jur).
Van 1926 tot 1928 studeerde hij met een Rockefeller-beurs economie aan de Universiteit van Wisconsin in Madison. Daar ontmoette hij de literatuurwetenschapper Mildred Fish, met wie hij in 1926 trouwde.
Na terugkeer in Duitsland promoveerde hij in 1930 bij Friedrich Lenz aan de Universiteit van Giessen in de economie.
Hij raakte geïnteresseerd in het communistische systeem en organiseerde in 1932 een studiereis naar de Sovjet-Unie.
In 1933 werd hij benoemd bij het ministerie van Economische Zaken (Reichswirtschaftsministerium) in Berlijn. Samen met zijn vrouw Mildred Fish-Harnack, de schrijver Adam Kuckhoff en diens vrouw Greta stichtte hij een discussiegroep, die zich bezig hield met het ontwikkelen van politieke ideeën voor de tijd na de door hen verwachte val van het nationaalsocialisme. Deze groep vormde de kern van de latere verzetsgroep-Harnack.
Vanaf 1935 had hij contact met de Sovjet-Russische inlichtingendienst NKGB. In 1936 kreeg hij via zijn Amerikaanse vrouw ook contact met de Amerikaanse ambassade, die hij waarschuwde voor de Duitse oorlogsplannen. Hij raakte bevriend met de ambassadesecretaris Donald Heath, die in opdracht van Henry Morgenthau jr. en Franklin D. Roosevelt verbinding zocht met de Duitse ondergrondse om informatie te krijgen over de Duise economie. Als dekmantel voor zijn verzetswerk werd Harnack in 1937 lid van de NSDAP.
In 1939 zocht hij contact met de illegale groep rond luitenant Harro Schulze-Boysen. Via Schulze-Boysen leerde Harnack in 1940 de communistische Hilde Coppi en Hans Coppi kennen; hij werkte ook samen met de sociaaldemocraat Adolf Grimme.
De gecombineerde groep Schulze-Boysen-Harnack was zeer divers qua samenstelling en ideologisch niet specifiek verbonden aan het communistische verzet. De groep was wel onderdeel van het grotere verzetsnetwerk dat later door de Gestapo „Die Rote Kapelle“ werd genoemd. Dit netwerk had banden met de Sovjet inlichtingendienst. Vanaf 1941 leverde Harnack inlichtingen aan Alexander Michailovitsj Korotkov, een vertegenwoordiger van de NKGB.

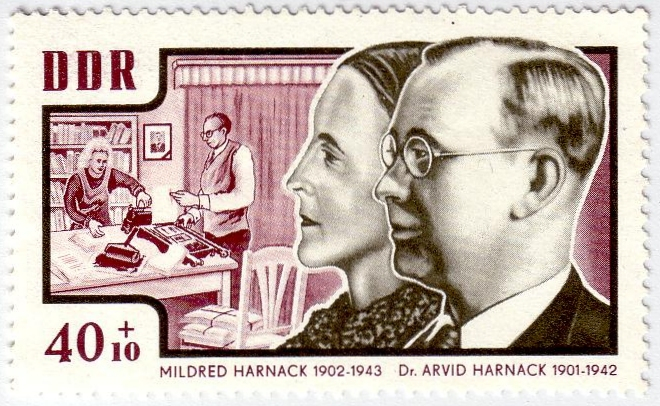
Postzegel uit de DDR ter nagedachtenis aan Arvid en Mildred Harnack.

In de zomer van 1942 wisten de Duitse inlichtingendiensten het berichtenverkeer van Die Rote Kapelle te onderscheppen. Op 7 september 1942 werden de Harnacks tijdens hun vakantie door de Gestapo gearresteerd bij het kustplaatsje Preila (in het huidige Litouwen). Zij werden overgebracht naar de beruchte Gestapo-gevangenis aan de Prinz-Albrechtstrasse in Berlijn waar ze onder marteling zijn ondervraagd.
Op 19 december 1942 werd Arvid Harnack ter dood veroordeeld en drie dagen later, op 22 december, geëxecuteerd in de gevangenis Berlijn-Plötzensee. Mildred Harnack werd in februari 1943 ter dood gebracht.

## Familie
Arvid Harnacks jongere broer Falk Harnack (1913-1991), een regisseur en scenarioschrijver, was tijdens de Tweede Wereldoorlog betrokken bij de verzetsgroep Die weisse Rose.
De theoloog Adolf von Harnack (1851- 1930) en diens tweelingbroer de wiskundige Axel Harnack (1851-1888) waren zijn ooms. Zijn neef, de sociaaldemocratische politicus Ernst van Harnack (1888-1945), is wegens betrokkenheid bij het complot van 20 juli 1944 op 5 maart 1945 geëxecuteerd, ook in gevangenis Plőtzensee.
- Gemeinsame Normdatei: 121982467
- International Standard Name Identifier: 0000 0000 4755 9400
- Library of Congress Control Number: no2007140097
- Nederlandse Thesaurus van Auteursnamen: 074632787
- SNAC: w6qj8vkv
- Virtual International Authority File: 74723318
- WorldCat: E39PBJgMyBgHxcKghtYBtQdRKd